# 罗斯·安德森
罗斯·安德森（英語：Ross Anderson，1968年10月24日—），新西兰男子游泳运动员。他曾代表新西兰参加1990年英联邦运动会游泳比赛，获得一枚铜牌。他也曾参加1988年夏季奥林匹克运动会。